# Aeródromo Río Frío
El Aeródromo Río Frío (OACI: SCRI), es un terminal aéreo ubicado junto a la localidad de Valle El Frío, Provincia de Llanquihue, Región de Los Lagos, Chile. Este aeródromo es de carácter público.